# Javier Fernández Abruñedo
Javier Fernández Abruñedo (Sada, la Corunya, 20 de febrer de 1996), més conegut com a Bicho, és un futbolista gallec que juga com a centrecampista. El seu equip actual és el Racing de Ferrol, on hi juga cedit pel Deportivo de La Coruña.

## Trajectòria esportiva
Format a l'equip del seu poble, el Rayo Sadense, amb 11 anys va passar a formar part de les categories inferiors del Deportivo de La Coruña. Amb 16 anys ja va debutar amb l'equip filial, el Fabril.
Bicho va debutar amb el primer equip del Deportivo el 17 d'agost de 2013, jugant els últims tres minuts del partit guanyat per 0-1 contra la UD Las Palmas. El 14 de juliol de 2014 es confirma que jugarà dues temporades cedit al Futbol Club Barcelona B. Posteriorment va jugar cedit al CD Leganés, on no va tenir minuts, i a la SD Compostela. Actualment juga al Racing de Ferrol, també en qualitat de cedit.
Ha estat internacional a les categories sub-16, sub-17 i sub-19 de la selecció espanyola.